# 钻石站
钻石站（Diamant）是布鲁塞尔有轨电车7号线和25号线（准地铁）的车站，位于比利时布鲁塞尔首都大区斯哈尔贝克。

## 名称
该站得名于附近的钻石大道。